# Rhododendron maximum
Rhododendron maximum, laurel grande, rosa de la bahía, rododendro, es una especie de Rhododendron nativa del este de Norteamérica, del sur de Nueva Escocia al norte de Alabama.

## Descripción
Es un arbusto o árbol pequeño siempre verde de 4 m, raramente 10 m, de altura. Hojas de 10-16 cm × 2-4 cm . Flores 2,5-3 cm de diámetro, blancas, rosas o púrpuras pálidas, a veces con pecas pequeñas verde amarillentas. Fruto cápsula seca 15-20 mm de largo, con numerosas semillas pequeñas. Las hojas son tóxicas.

## Nombres comunes

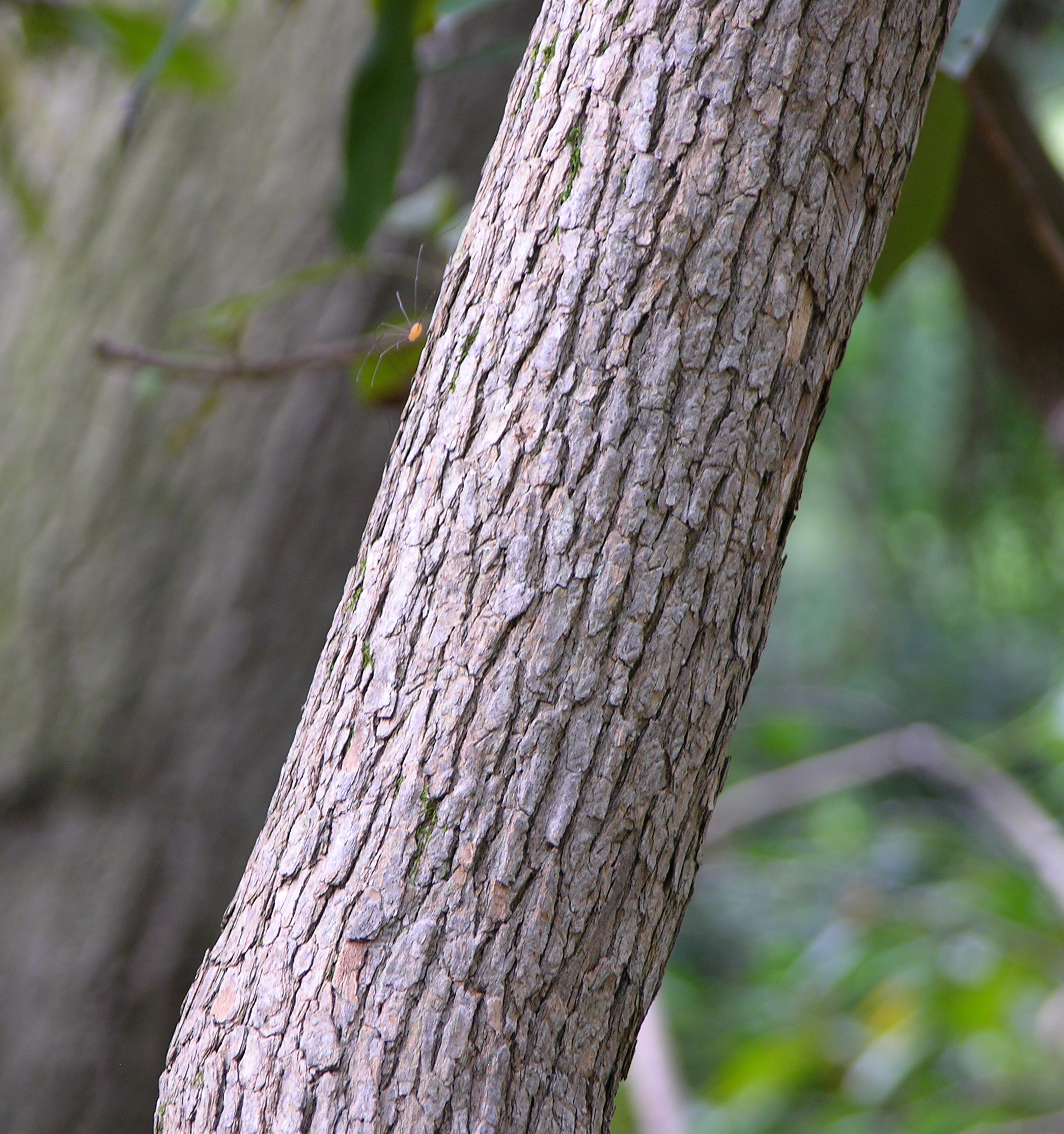
Corteza de Rhododendron maximum

- Azalea
- Gran rododendro
- Rododendro tardío
- Rododendro de verano
- Gran Laurel
- Laurel de hoja grande
- Laurel lengua de ciervo
- Árbol rosa
- Rosa de la bahía

## Simbolismo
R. maximum es la flor del estado estadounidense de Virginia Occidental.

## Taxonomía
Rhododendron maximum fue descrita por Carlos Linneo y publicado en Species Plantarum 1: 392. 1753.
Etimología
Rhododendron: nombre genérico que deriva de las palabras griegas ῥόδον, rhodon = "rosa" y δένδρον, dendron  = "árbol".
maximum: epíteto latino que significa "la más grande".
Sinonimia
- Rhododendron procerum Salisb.
- Rhododendron ashleyi Coker[3]
- Hymenanthes maxima (L.) H.F.Copel.[4]